# 에미리히암라인

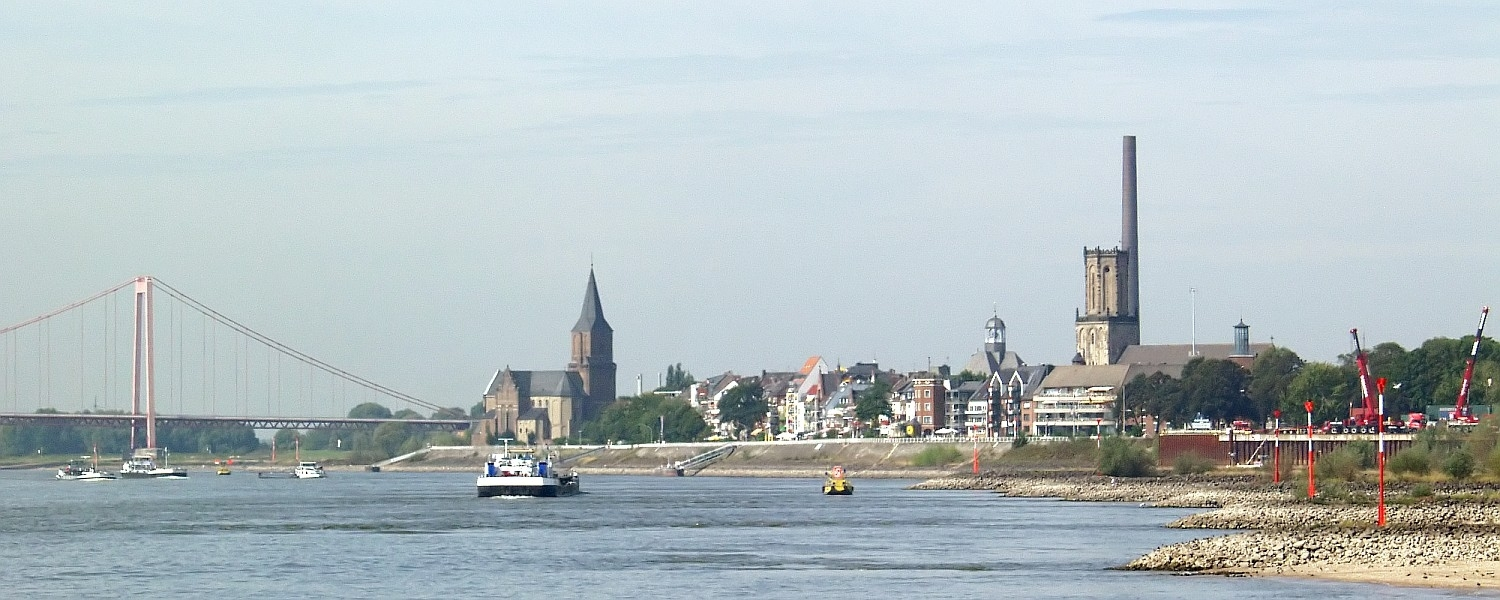
에미리히암라인의 항구

에미리히암라인(독일어: Emmerich am Rhein)는 독일 노르트라인베스트팔렌주에 있는 도시이다. 인구는 30,852명이다.

## 출신 인물
- 하인리히 에른스트 괴링